# کاستیلیونه کوزنتینو
کاستیلیونه کوزنتینو (به ایتالیایی: Castiglione Cosentino) یک کومونه در ایتالیا است که در استان کزنتزا واقع شده‌است.

## خصوصیات
کاستیلیونه کوزنتینو ۱۳ کیلومترمربع مساحت و ۳٬۰۶۲ نفر جمعیت دارد و ۳۵۰ متر بالاتر از سطح دریا واقع شده‌است.